# Laure Manaudou
Laure Manaudou, född 9 oktober 1986 i Villeurbanne, Frankrike, är en fransk före detta simmare (frisim och ryggsim) som under åren 2004-2008 tillhörde den absoluta världstoppen med bland annat 22 medaljer från internationella mästerskap på långbana. 
Laure är syster till Florent Manaudou.

## Olympiska meriter
Manaudou deltog vid OS 2004 i Aten där hon totalt tog tre medaljer. Guld på 400 meter frisim, silver på 800 meter frisim och brons på 100 meter ryggsim..

## Meriter från världsmästerskap
Manaudou deltog vid VM 2005 på långbana där hon vann guld på 400 meter. Hennes stora prestation kom emellertid vid VM 2007 på långbana där hon vann guld på både 200 meter och 400 meter dessutom var hon bara 28 hundradelar från att vinna även guld på 800 meter men slutade tvåa efter amerikas Kate Ziegler. Dessutom blev Manaudou silvermedaljör på 100 meter ryggsim och bronsmedaljör i lagkappen på 4 x 200 meter frisim.

## Meriter från europamästerskap
Manaudou har fram till och med 2008 nio EM-guld på långbana och åtta EM-guld på kortbana. Bäst gick det vid EM 2006 i Budapest där hon vann guld på 400 och 800 meter frisim, 100 meter ryggsim samt 200 meter medley. 

## Världsrekord
Manaudou har flera gånger slagit världsrekord i simning. På 200 meter frisim på långbana slog hon den 28 mars 2007 Federica Pellegrinis världsrekord när hon simmade på 1:55,52. Intressant i sammanhanget är att Pellegrini satte sitt världsrekord dagen innan. 
På 400 meter frisim på långbana slog Manaudou i maj 2006 Janet Evans klassiska världsrekord på 400 m frisim från Olympiska sommarspelen 1988. Manaudou blev emellertid i mars 2008 av med världsrekordet till Pellegrini. 
På 400 meter frisim på kortbana noterade hon vid EM 2005 sitt första världsrekord. Ett år senare vid EM 2006 förbättrade hon sitt världsrekord till 3.56,09.
På 1 500 meter på kortbana slog hon 2004 tyskan Petra Schneiders tjugofyra år gamla världsrekord när hon simmade på tiden 15:42,39. Säsongen 2007 blev hon av med världsrekordet till Kate Ziegler.

### Fotnoter
1. ↑  ”JLaure et Florent Manaudou: famille, amour et natation”. gala.fr. http://www.gala.fr/l_actu/news_de_stars/laure_et_florent_manaudou_famille_amour_et_natation_347814?page=2. Läst 8 augusti 2015.
2. ↑  ”Laure Manaudou” (på engelska). Olympics at Sports-Reference.com. Arkiverad från originalet den 3 juni 2009. https://web.archive.org/web/20090603061742/http://www.sports-reference.com/olympics/athletes/ma/laure-manaudou-1.html. Läst 1 augusti 2019.